# کاسابرمگا
کاسابرمگا (به اسپانیایی: Casabermeja) یک دهستان اسپانیا است که در استان مالاگا واقع شده‌است.

## خصوصیات
کاسابرمگا ۶۷٫۲۸ کیلومترمربع مساحت و ۳٬۵۲۰ نفر جمعیت دارد و ۵۰۶ متر بالاتر از سطح دریا واقع شده‌است.